# マフムード・アル＝マワス
マフムード・アル＝マワス（アラビア語: محمود المواس、1993年1月1日 - ）は、シリアのサッカー選手。シリア代表。ポジションはFW。

## クラブ歴
アル・カラーマSCでトップチームに昇格し選手となった。2013年にアル・リファーSCに期限付き移籍。
同年にアル・アラビ・クウェートに完全移籍すると、2015年にアル・ファイサリー・ハルマ、同年にアル・リファーに期限付き移籍した。
2016年にアル・ムハッラク・クラブに完全移籍、翌年にウム・サラルSCに完全移籍した。
2020年10月にシリアに帰国しタリヤSCの練習に参加したが、同月末にFCボトシャニに加入した。12月11日に移籍後初出場を記録した。

## 代表歴
U-16代表としてAFC U-16選手権2008に参加した他、U-23代表として2012年ロンドンオリンピックのサッカー競技・アジア予選に参加した。
2012年11月17日に行われたパレスチナ代表との親善試合でA代表初出場を記録した。代表初得点は2015年9月8日の2018 FIFAワールドカップ・アジア2次予選のカンボジア代表戦であった。